# Columba (állatnem)

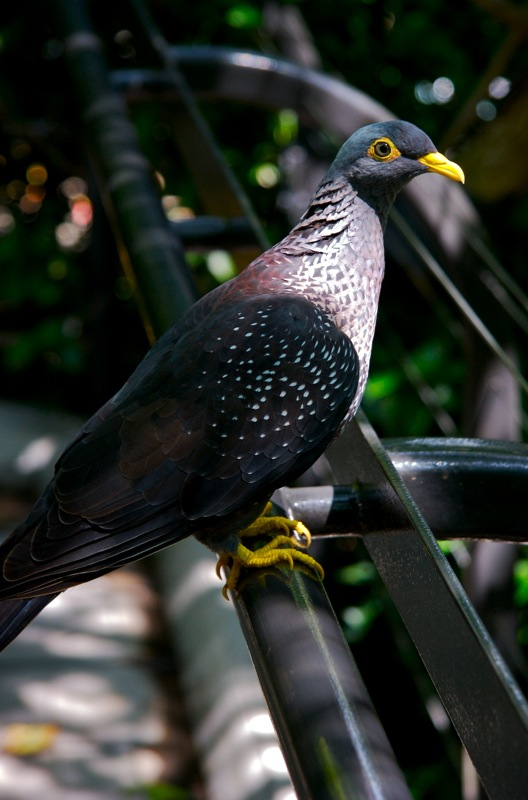
Afrikai olajgalamb (Columba arquatrix)

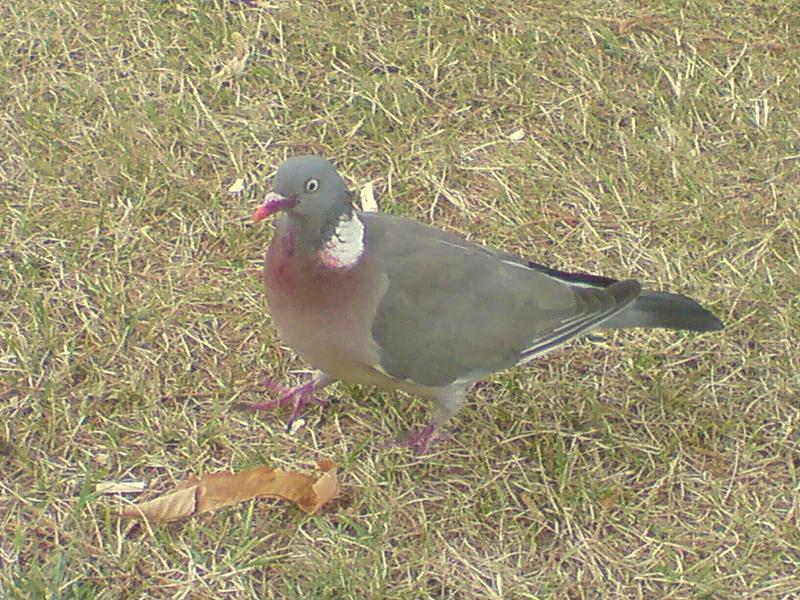
Örvös galamb (Columba palumbus)

A Columba a madarak osztályának galambalakúak (Columbiformes) rendjébe, valamint a galambfélék (Columbidae) családjába és a galambformák (Columbinae) alcsaládba tartozó nem.

## Rendszerezés
A nemet Carl von Linné írta le 1758-ban, az alábbi fajok tartozik ide:
- szirti galamb (Columba livia)
  - házi galamb (Columba livia domestica) – alfaj
- sziklagalamb (Columba rupestris)
- hógalamb (Columba leuconota)
- csíkosnyakú galamb (Columba guinea)
- fehérgyűrűs galamb (Columba albitorques)
- kék galamb (Columba oenas)
- sárgaszemű galamb (Columba eversmanni)
- szomáli galamb (Columba oliviae)
- örvös galamb (Columba palumbus)
- madeirai babérgalamb (Columba trocaz)
- szürkefejű babérgalamb (Columba bollii)
- szürkefarkú babérgalamb (Columba junoniae)
- kongói galamb (Columba unicincta)
- afrikai olajgalamb (Columba arquatrix)
- kameruni olajgalamb (Columba sjostedti)
- São Tomé-i olajgalamb (Columba thomensis)
- feketecsőrű olajgalamb (Columba hodgsonii)
- fehérmellű galamb (Columba albinucha)
- Comore-szigeteki olajgalamb (Columba pollenii)
- nilgiri galamb (Columba elphinstonii)
- ceyloni galamb (Columba torringtonii)
- himalájai galamb (Columba pulchricollis)
- rézszínű galamb (Columba punicea)
- ezüstgalamb (Columba argentina)
- andamáni galamb (Columba palumboides)
- japán galamb (Columba janthina)
- bonin-szigeteki galamb (Columba versicolor) – kihalt, 1890 körül
- rjúkjú-szigeteki galamb (Columba jouyi) – kihalt, 1930
- fémfényű galamb (Columba vitiensis)
- fehérfejű galamb (Columba leucomela)
- sárgalábú galamb (Columba pallidiceps)
- keleti szivárványos-galamb (Columba delegorguei)
- nyugati szivárványos-galamb (Columba iriditorques)
- São Tomé-i szivárványos-galamb (Columba malherbii)
- afrikai citromgalamb (Columba larvata)
  - São Tomé-i citromgalamb (Columba larvata simplex)